# Пеньково (Новосибірська область)
Пеньково (рос. Пеньково) — село у Маслянинському районі Новосибірської області Російської Федерації.
Входить до складу муніципального утворення Пеньковська сільрада. Населення становить 474 особи (2010).

## Історія
Згідно із законом від 2 червня 2004 року органом місцевого самоврядування є Пеньковська сільрада.

## Населення
| 2002 | 2007 | 2010 |
| ---- | ---- | ---- |
| 543  | ↘520 | ↘474 |